# کفشک درونت
کفشک درونت (نام علمی: Taratretis derwentensis) نام یک گونه از تیره کفشک‌ماهیان راست‌روی است.